# Matthew Hale

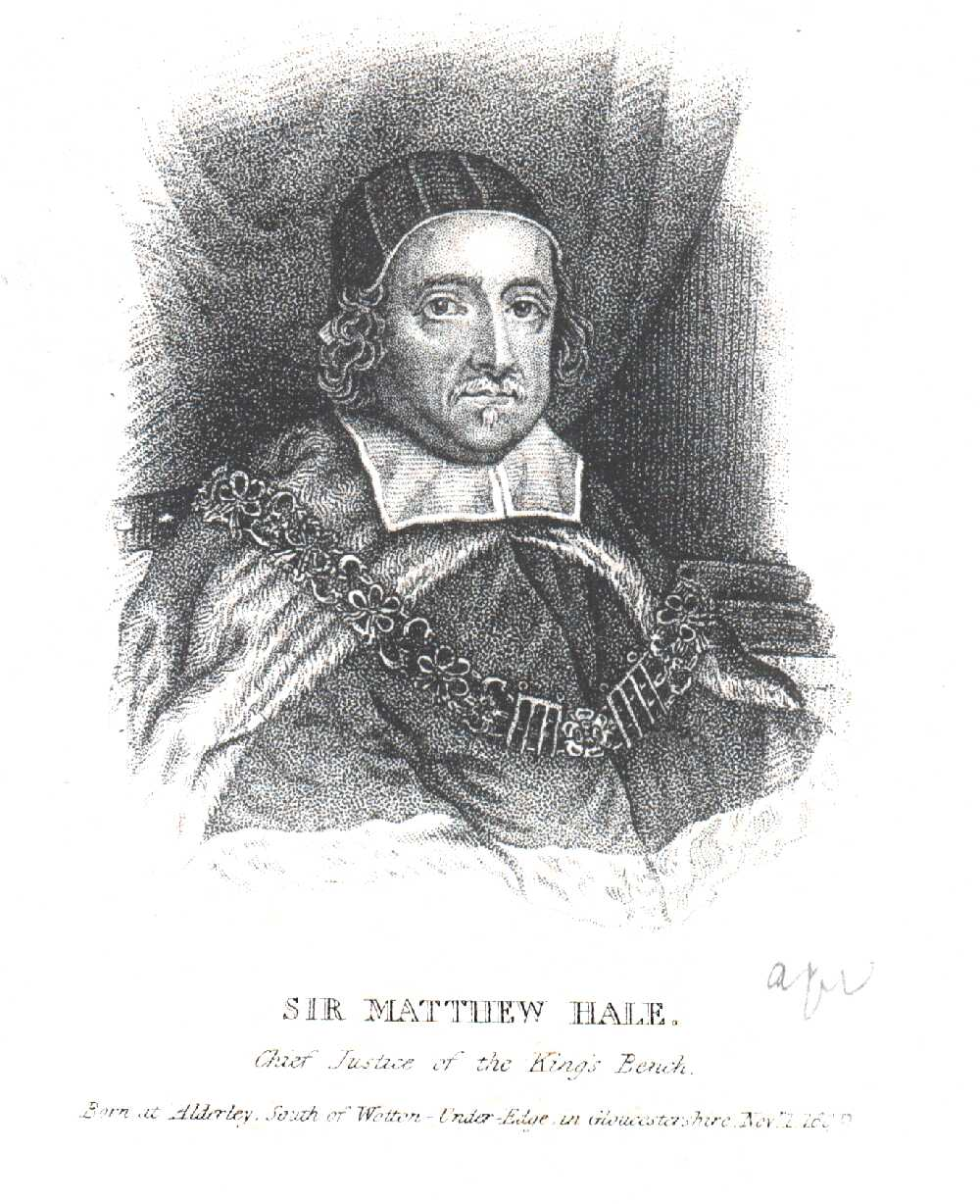
Sir Matthew Hale.

Matthew Hale, född den 1 november 1609, död den 25 december 1676, var en engelsk jurist.
Hale blev 1637 praktiserande jurist, 1653 medlem av Court of common pleas, 1660 chief baron of the exchequer och 1671 lord chief justice. Bland hans många juridiska och religiösa skrifter märks Historia placitorum coronæ, or history of the pleas of the crown (1739), History of the common law of England (1713; 6:e upplagan 1820) och Moral and religions works (utgivna av Thirlwall 1805).